# Paleoesquimal

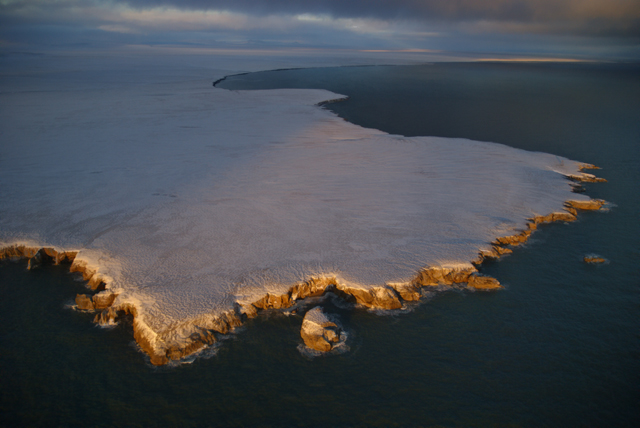
Isla Wrangel, distrito de Iultinsky.

Paleoesquimal es la población que antecedió a los esquimales inuit y yupik en su actual territorio, en la península de Chukotka, Alaska, el norte de Canadá y Groenlandia.

## Beringia
Durante la llamada Glaciación de Wisconsin, la mayoría del actual territorio esquimal estaba cubierto por masas glaciares y seguramente deshabitado. Los depósitos glaciales en las montañas Mackenzie y las montañas Richardson indican que desde hace 30 000 años, hasta hace 15 000 años, el hielo hizo imposible el paso terrestre desde Siberia hacia la actual Canadá. Sin embargo, el nororiente de Siberia y puente de Beringia estaban libres de hielo debido a las corrientes cálidas de Pacífico y a su clima seco. Así el oeste de Alaska estaba unido, territorial y ecológicamente, con Siberia.
Aunque, debido a la intensificación del enfriamiento, la población se había retirado del nororiente de Siberia hace unos 27 000 años, las oscilaciones climáticas pudieron permitir el repoblamiento de la región. Una evidencia fue encontrada en las cuevas Bluefish, donde se hallaron objetos que podrían datar de hace 25 000 a 13 500 años, los más antiguos unas herramientas de hueso: una, hecha de una tibia de caribú, ha sido datada en 24 800 años y otras dos, de huesos de mamut, de hace 23 500 años, fechas que podrían coincidir con la Oscilación de Paudorf.
Es segura la datación de hace 14 500 a 13 500 años para las ocupaciones humanas en el valle del Tanana en Alaska y en la cuenca del Indigirka en Siberia,, en fechas que podrían coincidir con la Oscilación de Bølling y con las nuevas dataciones del horizonte de Ushkik en Kamchatka.
En Alaska han sido hallados restos arqueológicos de poblaciones humanas de la tradición cultural del paleoindio, que datan de hace por lo menos 11.500 años, en Mesa Site, Iteriak Creek y Dry Creek. Varios expertos sostienen que se trató de una expansión hacia el norte de los paleoindios tras los búfalos durante el período conocido como Dryas Reciente.

## Postglaciación
Diferentes sitios arqueológicos permiten identificar la difusión de la llamada Tradición ártica nórdica: uno en la Serranía Brooks ha sido datado entre 10 000 y 8000 años antes del presente. A esta misma tradición pertenecen hallazgos en Graveyard Point, en las empalizadas del cabo Krusenstern y en Onion Portage. Algunos identifican este horizonte con la presencia de pobladores atabascanos.
En la isla Anangula, una de las islas Fox, fueron encontradas microhojas, micronúcleos y otros artefactos que datan de hace 7700 a 8500 años y que conforman una industria aleutiana de núcleos y hojas que persistió por mucho tiempo, de manera que según algunos, puede establecerse una continuidad hasta los aleutas o en general, hasta los esquimo aleutianos de la época reciente.

## Tradición Microlítica Ártica
La cultura Denbigh es la primera específicamente paleosquimal. Su nombre proviene del complejo encontrado en el cabo Denbigh en Norton Sound, por Louis Giddings en 1964, y que datan de hace 5500 años. Posteriormente, se ha encontrado a lo largo de la tundra del Ártico, en la cordillera de Brooks, en Kuzitrin, péninsule Seward y en la zona costera que se cubre de hielo en invierno y no posee árboles, desde el mar de Bering en Alaska, a lo largo de la costa ártica de Canadá y el archipiélago, hasta Groenlandia. En Siberia también han sido encontrados sitios de esta tradición. El conjunto es caracterizado por los fragmentos finos y herramientas pequeñas que le han dado el nombre de microlítico,
Aunque para algunos investigadores esta tradición llegó hasta hace algo más de 3000 años, otros consideran que se prolonga en fases posteriores Unos y otros sin embargo concuerdan en la enumeración de las fases subsiguientes en la región del estrecho de Bering:
1. Hacia el 1300 a. C. apareció la antigua cultura ballenera, en la región del cabo Krusenstern, con una orientación marítima hacia la caza de focas y ballenas.[12]
2. Hacia el 1000 a. C. la cultura Choris, continuadora de la tradición microlítica, con elementos que demuestran que tenían relaciones de intercambio con los indígenas de las Grandes Llanuras, el Pacífico (uso de lámparas de aceite) y con Siberia (cerámica). Usaban las características casas semisubterráneas que se diseminaron por el ártico y cazaban animales marinos, aves y caribús.[12]
3. Hacia el 500 a. C. se desarrolló la cultura Norton, que se extendió por las costas de Alaska y hasta la desembocadura del río Mackenzie. Tenía una fuerte influencia de la tradición microlítica siberiana. Se caracteriza por la sustitución de la piedra tallada por la piedra pulida, que ya había aparecido en Alaska desde el 2000 a. C. Cazaban animales marinos y pescaban salmón.[12]
4. Hacia el siglo I surgió la antigua cultura del mar de Bering u Okvik, descubierta por Diamond Jenness en 1926 en la isla Diómedes Menor y estudiada luego en la isla San Lorenzo en pleno mar de Bering, parece de origen asiático.[11] Los sitios suelen contener pizarra pulida, cerámica de fibra templada, y las cabezas de arpón de hueso o marfil, así como objetos artísticos de marfil tallado.[10] En Ualen, en el cabo Dezhnev (Chukotka) en un sitio de esta cultura, del siglo III, se encontró una herramienta, con una punta de hierro.[14]
5. Hacia el año 500 la cultura Punuk, llamada así por la isla donde fue descubierta. Se desarrolló a ambos lados del estrecho de Bering.[10] Del lado asiático se han encontrado sitios hasta la desembocadura del río Kolyma. Se destaca por el la fabricación y uso de una cabeza de arpón adaptada para la caza de ballenas migratorias. Incluyó mejoras tecnológicas de claro origen siberiano, incluso objetos de hierro asiáticos, obtenidos tal vez mediante trueque.[12]
6. En la misma época de Punuk, en la costa norte de Alaska surge la cultura Ipiutak.[10] Descubierta en Point Hope en 1939, las herramientas y armas hechas de piedra tallada evocan culturas de Siberia, conocía objetos de hierro. Se identifica por tallas de marfil muy particulares y curiosas y por las elaboradas ofrendas funerarias, prácticas, de manera que ciertas tallas de animales y prácticas religiosas son semejantes a las de la edad de bronce siberiana.[11]
7. Hacia el año 800, apareció la cultura Birnirk. Era una cultura continental, además de marina, cazaban el caribú.[10] Descubierta en 1912 por Stefansson, cerca de Punta Barrow, se considera que es la cultura ancestral del pueblo de Thule,[11] los protoinuit. Subsistió hasta el año 1000, tras dar lugar al modo de vida clásico Thule.[10]

La expansión migratoria de la Tradición Microlítica Ártica se desplazó por el Ártico canadiense, hasta llegar a Groenlandia, donde la arqueología ha diferenciado la siguiente sucesión de culturas paleoesquimales:
1. Saqqaq o Sarqaq, entre el 2500 a. C. y el 800 a. C.[15] Encontrada en el suroccidente de Groenlandia. Vivían en tiendas pequeñas y cazaban aves, focas y otros animales marinos.[16] Establecieron una red de intercambio a grandes distancias que permitía obtener por trueque objetos materias primas.[15] La secuencia del ADN de los restos congelados de un Saqqaq de hace cuatro mil años, encontrados en el oeste de Groenlandia, revelaron que esta persona no era antepasado de los actuales inuit y en cambio podría estar relacionado con los Sireniki de Chukotka.[17]
2. Independencia I, en el norte de Groenlandia entre los años 2400 a. C. y 1300 a. C. Pescaban y cazaban principalmente el buey almizclero, así como también focas, aves y el oso polar. Algunos artefactos parecen haber sido fabricados de colmillos de morsa.[18]
3. Independencia II, en el nororiente de Groenlandia y Dorset temprano en el occidente de la isla. Entre los años 900 a. C. y 300 a. C. Cazaban principalmente focas y ocasionalmente aves, morsas, caribú y osos polares. Como materia prima obtenían huesos, marfil, cuernos, así como de pieles y cuero para confeccionar la ropa. Lámparas y otros objetos fueron tallados en esteatita y varios materiales líticos fueron utilizados para la fabricación de hojas bifaciales, raspadores y microcuchillas.[19]
4. Cultura Dorset o Dorset tardío se extendió desde el año 400 por la Bahía Hudson, la Isla de Baffin, Labrador, la Isla de Terranova y el noroccidente y nororiente de Groenlandia. La vivienda comunal de invierno, semisubterránea es de mayor tamaño que en las culturas anteriores, cada casa puede albergar 20 a 35 personas y se construían juntas de 2 a 6 casas, de manera que un asentamiento invernal podía reunir hasta 200 personas. La subsistencia se basaba en la caza de focas y secundariamente de morsas. Múltiples hallazgos indican que una red de intercambio cubría el territorio dorset. Hierro meteórico del noroeste de Groenlandia llegaba por lo menos hasta las islas Cornwallis y Bathurst (entonces habitada) y a la bahía de Hudson. Pepitas de cobre natural del área del río Coppermine, se encontraban dispersas por el oriente del Ártico. Varios tipos de materiales líticos parecen haber sido parte de esa red de intercambio.[20] Cuando los noruegos de Islandia se establecieron en Groenlandia en el 982, encontraron a los dorset y objetos noruegos circularon por la red de intercambio.
5. Hacia el año 1000 surgió en Alaska la cultura Thule, origen del pueblo inuit,[21] que se extendió rápidamente hacia el oriente, a lo largo de la región del Ártico. Los inuit llegaron a Groenlandia hacia el 1300 y a Labrador hacia 1500, substituyendo a la cultura Dorset en todo el territorio que ocupaba al norte de la línea arbolada del Ártico. En la isla Coats y algunas islas vecinas en la Bahía de Hudson habitaron los Sadlermiut hasta 1903.[22] El análisis de ADN antiguo demuestra que los paleoesquimales que habitaron el Ártico americano entre 3000 a. C. y 1300 fueron una migración relativamente aislada e independientede los sadlermiut, los inuit y la cultura Thule, cuyos orígenes se pueden rastrear hasta la cultura Birnirk (500 al 900 a. C., descubierta en el sitio de Wales) y más atrás hasta la cultura siberiana del Mar de Bering Antigua, que se remonta a hace 2000 años y de la cual se originó el poblamiento de sitios como Ipiutak y Punuk.[23]